# هيكتور كازينافي
هيكتور كازينافي (بالفرنسية: Hector Cazenave)‏ (مواليد 13 أبريل 1914) هو لاعب كرة قدم. يلعب مع منتخب فرنسا لكرة القدم. سبق له أن لعب في كأس العالم لكرة القدم مع منتخب بلاده.

## روابط خارجية
- هيكتور كازينافي على موقع الاتحاد الدولي (مؤرشف)  (الإنجليزية)
- هيكتور كازينافي على موقع قاعدة بيانات كرة القدم.إي يو (الإنجليزية)
- هيكتور كازينافي على موقع ليكيب (الفرنسية)
- هيكتور كازينافي على موقع ناشيونال فوتبول تيمز (الإنجليزية)